# Francesco Sforza (Kardinal)

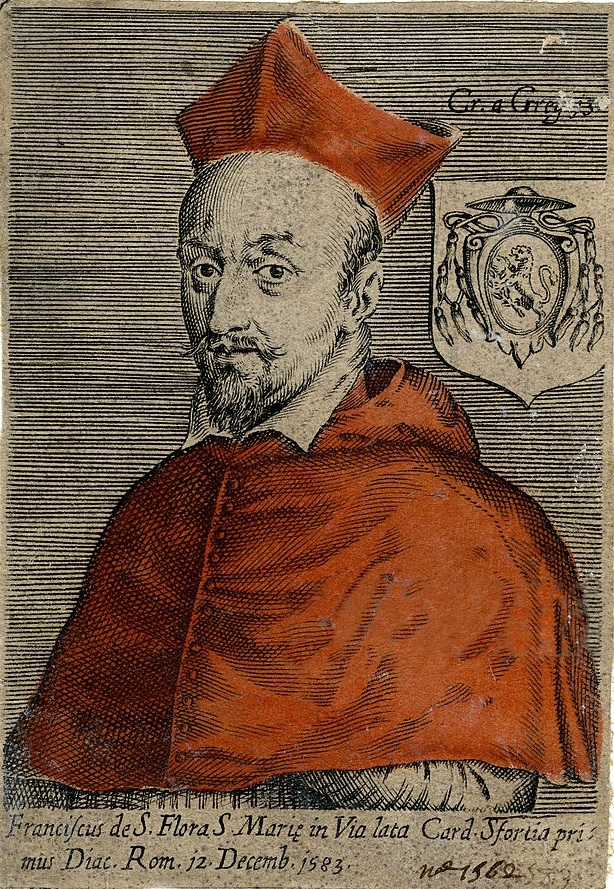
Kardinal Francesco Sforza

Francesco Sforza (* 6. November 1562 in Parma; † 9. September 1624 in Rom) war ein italienischer Kardinal der Römischen Kirche.

## Leben
Francesco Sforza war der Sohn des Sforza Sforza aus der Linie Sforza di Santa Fiora und dessen zweiter Gemahlin Caterina de’ Nobili. Er war ein Neffe der Kardinäle Guido Ascanio Sforza di Santa Fiora, Roberto de’ Nobili und Alessandro Sforza sowie Großneffe von Papst Paul III. Mit dem Kardinal Federico Sforza war er entfernt verwandt.
Er erhielt zunächst eine militärische Erziehung unter Ottavio Farnese, Herzog von Parma, und später am Hofe von Francesco I. de’ Medici, Großherzog der Toskana. Er studierte Latein, Rhetorik, Mathematik, Philosophie, Moral und Politik; sein hervorragendes Gedächtnis soll es ihm erlaubt haben, sich an alles zu erinnern, was er auch nur einmal gelesen hatte.
Als zwölfjähriger Marchese di Varzi wurde Francesco Sforza in einem Ehevertrag vom 25. Oktober 1575 der siebenjährigen Schwester des Großherzogs Francesco de’ Medici, Virginia de’ Medici (1568–1615) versprochen. Er diente in Flandern unter seinem Cousin Alessandro Farnese, dabei kommandierte er die italienischen Truppen, zu deren General König Philipp II. von Spanien ihn ernannte. Francesco Sforza hatte zwei illegitime Kinder, Caterina und Sforzino, die durch Papst Clemens VIII. am 5. Juli 1599 für legitim erklärt wurden. Nach der Aufhebung der nie vollzogenen Ehe mit Virginia de’ Medici wurde Francesco Sforza Kleriker und stieg, obwohl er noch kein Priester war, rasch in der römischen Kurie auf. Er wurde Kanonikus an San Nicola in Carcere und behielt diese Stellung bis zu seiner Erhebung in den Kardinalsstand.
Im Konsistorium vom 12. Dezember 1583 nahm Gregor XIII. Francesco Sforza als Kardinaldiakon in das Kardinalskollegium auf und verlieh ihm am 6. Januar 1584 den Kardinalshut und die Titeldiakonie San Giorgio in Velabro. Als Kardinal nahm er am Konklave 1585 teil, aus dem Sixtus V. als Papst hervorging. Er wechselte am 29. Juli 1585 zur Titeldiakonie San Nicola in Carcere und nochmals am 5. Dezember 1588 zu Santa Maria in Via Lata. Als Kardinalprotodiakon nahm er am ersten Konklave von 1590 teil, das Papst Urban VII. wählte, ebenso am zweiten Konklave des Jahres 1590, bei dem Gregor XIV. als Papst gewählt wurde. Ferner war er Teilnehmer am Konklave 1591, das Papst Innozenz IX. wählte, und am Konklave 1592, das Kardinal Ippolito Aldobrandini zum Papst Clemens VIII. erhob. Vom 20. Juli 1591 bis 1597 war Francesco Sforza Legat in der Romagna; seine Hauptaufgabe bestand darin, die Gegend von Wegelagerern zu befreien, und es gelang ihm, wieder Ruhe und Frieden in die Provinz zu bringen, wobei in einem Monat etwa 800 Wegelagerer den Tod fanden. Er vertrat Papst Clemens VIII. 1590 bei der Taufe von Cosimo de’ Medici, Erbgroßherzog der Toskana, und begleitete Clemens VIII. 1598 nach Ferrara. Francesco Sforza nahm am zweiten Konklave 1605 teil, bei dem Paul V. gewählt wurde, und krönte am 29. Mai 1605 den neugewählten Papst.
Die Priesterweihe empfing er 1614 und wurde am 13. November 1617 zum Kardinalpriester mit der Titelkirche San Matteo in Merulana erhoben. Er war Kardinalprotopriester. Am 5. März 1618 wurde Francesco Sforza zum Kardinalbischof des suburbikarischen Bistums Albano ernannt. Die Bischofsweihe spendete ihm am 1. Mai 1618 in der Kapelle des Quirinalspalastes Papst Paul V. persönlich, Mitkonsekratoren waren die Kardinäle Benedetto Giustiniani, Andrea Peretti de Montalto, Alessandro Orsini und Scipione Cobelluzzi. Am 6. April 1620 wechselte er auf den suburbikarischen Bischofssitz von Frascati. Er nahm am Konklave 1621 teil, das Papst Gregor XV. wählte, sowie am Konklave 1623, aus dem Urban VIII. als Papst hervorging. Am 27. September 1623 wechselte er als Subdekan des Kardinalskollegiums zum suburbikarischen Bistum Porto e Santa Rufina.
Francesco Sforza starb am 9. September 1624 in Rom und wurde in der Kirche San Bernardo alle Terme beigesetzt, die seine Mutter 24 Jahre zuvor gestiftet hatte.